# Zavijava
Zavijava (Beta de la Verge / β Virginis) és un estel situat a la constel·lació de la Verge de magnitud aparent +3,61.

## Nom
Zavijava o Zavijah és un nom d'origen àrab que prové de Zawiyat al-Awwa i significa «cantonada del que lladra». També es coneix a aquest estel com Zarijan, nom procedent d'Al-Zawiah, «l'angle» o «la cantonada». Altres títols indígenes que va rebre van ser Al Bard, «la freda», doncs es va dir que produïa fred; també Warak al Rostiu, «les anques del lleó», ja que en l'astronomia àrab Lleó era un lleó més gran que l'actual. Alaraph o Al Araf són noms menys freqüents usats per designar a Beta Virginis.
Juntament amb Minelava (δ Virginis), Zaniah (η Virginis), Porrima (γ Virginis) i Vindemiatrix (ε Virginis) formava un grup d'estels conegut en l'antiga Aràbia com Al 'Awwa', que sembla que representava una caseta per a gossos o un gos bordant.

## Característiques físiques
Zavijava és una nana groga de tipus espectral F9V fins a cert punt similar al nostre Sol encara que, sent la seva temperatura de 6.059 K, és uns 280 K més calenta. S'ha mesurat el seu diàmetre angular utilitzant l'interferòmetre estel·lar de la Universitat de Sídney, obtenint-se un valor per al seu radi de 1,703 ± 0,022 radis solars. Té una massa entre un 30% i un 40% major que la massa solar i hom pensa que està a punt d'abandonar la seqüència principal.
Zavijava brilla amb una lluminositat 3,5 vegades major que la lluminositat solar. La seva velocitat de rotació és d'almenys 3 km/s, completant una volta en menys de 28 dies. És més rica que el Sol en elements pesants, amb un contingut en ferro un 30% major que el solar, però a diferència d'aquest sembla tenir poca activitat magnètica. La seva edat s'estima entre 3240 i 4010 milions d'anys. S'hi troba relativament propera a nosaltres, a sols 36 anys llum de distància. Aquestes característiques han fet que Zavijava estiga entre els objectius prioritaris del Terrestrial Planet Finder (TPF) per a la cerca de planetes terrestres que puguen albergar vida. L'estel conegut més proper a ella és Ross 119, que s'hi troba a una distància de 5,2 anys llum.
En estar a prop de l'eclíptica, Zavijava pot ser ocultada per la Lluna i en rares ocasions per planetes. La propera ocultació es produirà l'11 d'agost de 2069 per Venus. Zavijava va ser l'estel utilitzat per Albert Einstein durant l'eclipsi solar del 21 de setembre de 1922 —que va tenir lloc prop d'ella— per determinar la velocitat de la llum a l'espai.